# Ровный (остров)
Ро́вный (Голгочама) — остров в России, расположенный недалеко от острова Зубчатый (Анянаут), в Рекинникской губе, в восточной части Пенжинской губы в заливе Шелихова в Охотском море, у северной части западного побережья полуострова Камчатка, близ устья реки Пустая, к западу от устья Рекинники. Относится к Карагинскому району Камчатского края.
Длина острова 2,2 километра, ширина 1,4 километра. Наивысшая точка 208 метров.
Является региональным биологическим (зоологическим) памятником природы. Включен в «Перечень предлагаемых к организации особо охраняемых природных территорий Камчатского края регионального значения». Остров является местом гнездования около 50 тыс. пар морских колониальных птиц 10 видов. Гнездится обыкновенный старик (Synthliboramphus antiquus), внесённый в Красную книгу Камчатского края. На острове находится лежбище тюленей: ларги, морского зайца (лахтака) и кольчатой нерпы (акибы). Площадь памятника природы «Остров Ровный» 1,542 квадратных километра (154,2 гектаров). Площадь ключевой орнитологической территории Камчатки «Остров Ровный» 2,5 квадратных километра.
Острова Ровный и Зубчатый населяет большая конюга.